# 1er brumaire
1er vendémiaire 1er frimaire
Le primidi 1er brumaire, officiellement dénommé jour de la pomme, est le 31e jour de l'année du calendrier républicain.
C'était généralement le 22e jour du mois d'octobre dans le calendrier grégorien.